# Station Pont-d'Ain
Station Pont-d'Ain is een spoorwegstation in de Franse gemeente Pont-d'Ain.